# Befasy
Befasy est une commune urbaine malgache située dans la partie ouest de la région du Menabe.